# ولاداس چسیوناس
ولاداس چسیوناس (انگلیسی: Vladas Česiūnas؛ زادهٔ ۱۵ مارس ۱۹۴۰) قایقران کانو اهل اتحاد جماهیر شوروی سوسیالیستی بود.